# Polymera inornata
Polymera inornata är en tvåvingeart som beskrevs av Alexander 1913. Polymera inornata ingår i släktet Polymera och familjen småharkrankar.
Artens utbredningsområde är Guyana. Inga underarter finns listade i Catalogue of Life.